# Étienne Richaud
Étienne Antoine Guillaume Richaud (11 tháng 1 năm 1841 – 31 tháng 5 năm 1889) là một chính trị gia người Pháp, từng làm Chánh văn phòng của Bộ trưởng Bộ Thương mại và Thuộc địa, Tổng đốc Ấn Độ thuộc Pháp, Toàn quyền Đông Dương thuộc Pháp.

## Tiểu sử
Ông sinh ra tại Martigues (Bouches-du-Rhône) trong một gia đình ngư dân ở Pháp. Mặc dù lúc niên thiếu đã bị cận thị, nhưng Richaud vẫn say mê nghiên cứu khoa học và được nhận vào học tại trường hàng hải (do các linh mục giảng dạy), tiếp tục theo học thêm tiếng Latinh (ngôn ngữ thứ hai) tại một tiểu chủng viện của vùng Aix-en-Provence. Dù gặp khá nhiều khó khăn trong việc học tập nhưng Richaud vẫn tiếp tục theo học và tham gia hoạt động với dòng tu Anh em Grey ngay sau lấy bằng cử nhân của chủng viện. Sau đó, ông tiếp tục học luật, ganh đua với bạn bè để được tuyển vào Bộ Hải quân - thuộc địa Pháp năm 1860 - 1861 và làm việc tại đó trong 20 năm tiếp sau.
Richaud được phái đi nhiều nơi trong các xứ thuộc địa Pháp. Tại đảo Réunion, ông kết hôn với Georgina Geringer (18/6/1864). Sau khi Geringer qua đời trong chuyến đi biển ngày 19/4/1870, ông tục huyền với Emilie Marguerite Dol. Hai người có lẽ không có con cái (tài liệu không thấy ghi nhận).
Năm 1875, ông làm Tổng thư ký Nha Nội chính Nam Kỳ; sau đó đến năm 1880 thì tiếp tục làm Phó Tổng thanh tra các dịch vụ hành chính của các thuộc địa, làm Chánh văn phòng của Bộ trưởng Bộ Thương mại và Thuộc địa Maurice Rouvier dưới thời Thủ tướng Léon Gambetta (1881 - 1882).
Năm 1884 - 1885, ông làm Tổng đốc Ấn Độ thuộc Pháp; từ 11/10/1886 - 16/12/1887 làm Tổng đốc đảo Reunion (thay Pierre Étienne Cuinier, sau thì Jean-Baptiste Antoine Lougnon lên thay).
Đầu năm 1888, ông được Chính phủ Pháp điều sang Đông Dương để tạm thời giữ chức Thống sứ Bắc Kỳ trước khi được bổ nhiệm làm Toàn quyền Đông Dương vào tháng 4/1888 để thay Ernest Constans. Ngày 25/5/1889 ông được triệu hồi về nước. Khi tới vịnh Bengal, ông bị dịch tả và chết trên boong tàu Caledonia.